# Giorgos G. Alisandratos
Giorgos G. Alisandratos (griechisch Γιώργος Γ. Αλισανδράτος, * 1915 in Lixuri, Kephallonia; † 7. März 2004 in Athen) war ein griechischer Neogräzist, Literaturkritiker und Historiker.
Alisandratos studierte nach dem Schulbesuch an der Philosophischen Fakultät der Universität Athen. Dort war er von 1925 bis 1936 Mitglied des studentischen Ακαδημαϊκός Ομίλος (Akademischer Verein), der an der Fakultät mit dem Ziel wirkte, die Dimotiki zu bereinigen. Nach dem Abschluss des Studiums war er zunächst im privaten Schulwesen tätig und dann über lange Jahre bis zu dessen Tod ein enger Mitarbeiter von Manolis Triantaphyllidis. Alisandratos gab Seminare zur neugriechischen Literatur an den Universitäten von Rom, von Neapel und von Palermo.
Alisandratos arbeitete auf drei Gebieten: zur neugriechischen, insbesondere heptanesischen Philologie (zu Bergadis Laskaratos, Solomos, Avlichos, Vergotis, Valaoritis, Palamas, Mavilis, Kalvos, Sikelianos, Kavafis, Gryparis, Varnalis, Sykutris und anderen); zur neugriechischen Sprache (zum Demotizismus von Triantaphyllidis, zu Psycharis und seinem Buch Meine Reise (griechisch Το ταξίδι μου), zu den beiden Lexika von Kriaras, zur neugriechischen Gemeinsprache und ihren gelehrten Elementen, zur Grammatik von Agapitos Tsopanakis und so weiter); und zur heptanesischen Geschichte (zu Nikodemos Metaxas, Nikolaos Konemenos, zum Heptanesischen Radikalismus, zu Kosmas von Ätolien auf Kephallonia und Zakynthos, zu den politischen Satiren auf Kephallonia zur Zeit der Anglokratie und so weiter).
Für sein Gesamtwerk erhielt er 1994 den Preis der Akademie von Athen und 1997 den Staatspreis für Literatur vom griechischen Bildungs- und Kulturministerium. Auch die Εταιρεία Κεφαλληνιακών Ιστορικών Ερευνών und die Εταιρεία Κερκυραϊκών Σπουδών ehrten ihn mit der Widmung von Zeitschriftenjahrgängen beziehungsweise Seminaren.

## Schriften (Auswahl)
- Μελέτες για τον Νικόλαο Κονεμένο. Μουσείο Μπενάκη, Athen 2013 (Βιβλιοθήκη του Μουσείου Μπενάκη: Νεοελληνική Φιλολογία, 10). – („Studien zu Nikolaos Konemenos“)
- Μανόλης Α.Τριανταφυλλίδης (1883–1959): Σελίδες από τη ζωή και το έργο του.  Μουσείο Μπενάκη, Athen 2010 (Βιβλιοθήκη του Μουσείου Μπενάκη: Νεοελληνική Φιλολογία, 6). – („Manolis A. Triantaphyllidis (1883–1959): Seiten aus seinem Leben und seinem Werk“)
- Κείμενα για τον επτανησιακό ριζοσπαστισμό. Μουσείο Μπενάκη, Athen 2008 (Βιβλιοθήκη του Μουσείου Μπενάκη: Ιστορία, 4). – („Texte zum heptanesischen Radikalismus“)
- Σολωμικά μελετήματα. Πορεία, Athen 2004. – („Solomos–Studien“)
- (Hrsg.): Ανδρέας Λασκαράτος, Ιδού ο άνθρωπος. Βιβλιοπωλείον της Εστίας, Athen 2002. – („Andreas Laskaratos, ‘Siehe, der Mensch’“)
- (Hrsg.): Δελτίο της Ιονίου 'Ακαδημίας 2 (1986): Αφιέρωμα στή μνήμη Λίνου Πολίτη. – („Gabe zum Gedenken an Linos Politis“)